# جیوجیانلو
جیوجیانلو (به ایتالیایی: Giuggianello) یک کومونه در ایتالیا است که در استان لچه واقع شده‌است.

## خصوصیات
جیوجیانلو ۱۰ کیلومترمربع مساحت و ۱٬۲۳۵ نفر جمعیت دارد و ۷۹ متر بالاتر از سطح دریا واقع شده‌است.